# 메리 조 데이셔넬
메리 조 데이셔넬(영어: Mary Jo Deschanel, 1945년 11월 25일 ~ )은 미국의 배우이다. 드라마 《트윈 픽스》 등에 출연했다. 남편은 사진기사 케일럽 데이셔넬이며 그 사이의 딸이 에밀리 데이셔넬과 조이 데이셔넬 자매이다.

## 영화
- 캐주얼 (2013년)
- 루비 스팍스 (2012년) - 교수 역
- 마이 시스터즈 키퍼 (2009년)
- 브리치 (2007년)
- 짖어대는 여자 (2002년)
- 패트리어트 - 늪 속의 여우 (2000년)
- 마지막 승리 (1986년)
- 2010 우주 여행 (1984년)
- 필사의 도전 (1983년)